# Christian Freiherr von Mirbach
Werner Robert Christian Freiherr von Mirbach (* 23. Dezember 1944 in Thüritz) ist ein Brigadegeneral außer Dienst des Heeres der Bundeswehr.

## Leben
1965 absolvierte von Mirbach das Abitur in Meldorf und trat beim Panzeraufklärungsbataillon 6 in Eutin in die Bundeswehr ein. 1967 wurde er Leutnant und war bis 1970 Zugführer im Panzeraufklärungsbataillon 7 in der Generalfeldmarschall-Rommel-Kaserne in Augustdorf. Von 1970 bis 1974 war er Zugführer zunächst des Brigadespähzugs, dann eines Panzerspähzugs der Panzerbrigade 18 in Neumünster und von 1974 bis 1976 Kompaniechef der 3. Kompanie des Panzeraufklärungslehrbataillons 11 in Munster. 
Von 1976 bis 1978 absolvierte er den 19. Generalstabslehrgang Heer an der Führungsakademie der Bundeswehr in Hamburg, wo er zum Offizier im Generalstabsdienst ausgebildet wurde, und war anschließend dort Dozent für Truppenführung für den Generalstabslehrgang für ausländische Offiziere. 1979 bis 1982 war er Generalstabsoffizier für Planung, Ausbildung und Organisation (G3) im Hauptquartier der Alliierten Landstreitkräfte Schleswig-Holstein und Jütland der NATO in Rendsburg, von 1982 bis 1984 G3 der Panzerbrigade 29 in Sigmaringen, von 1984 bis 1986 Bataillonskommandeur des Panzeraufklärungsbataillons 4 in Roding und von 1986 bis 1990 G3 im Allied Command Europe Mobile Forces (Land) in Heidelberg. 1990 wurde er Referent im Führungsstab der Streitkräfte (Fü S) III 4 (Konventionelle Rüstungskontrolle, Vertrauensbildung und OSZE) im Bundesministerium der Verteidigung in Bonn, 1992 G3 des III. Korps in Koblenz bzw. nach dessen Umorganisation im Heeresführungskommando und ab 1994 Section Chief Coordination im Allied Command Europe Reaction Force Planning Staff (ARFPS) beim Supreme Headquarters Allied Powers Europe der NATO in Mons in Belgien. Nach dessen Umorganisation zum Combined Joint Planning Staff (CJPS) war er dort Section Chief Crisis Action Planning (strategische Planung für das ehemalige Jugoslawien). Von 1998 bis 1999 war er Referatsleiter Fü S III 4 (Konventionelle Rüstungskontrolle und OSZE) in Bonn und von 1999 bis 2001 Referatsleiter Fü S III 5 (Rüstungskontrolle) in Berlin.
Ab März 2003 war von Mirbach Assistent Chief of Staff J3/5/7/9 (Führung, Planung, Ausbildung, zivil-militärische Zusammenarbeit) und Dienstältester Deutscher Offizier im Joint Headquarters Southcentre  der NATO in Tyrnavos in Griechenland. Mit Ablauf des Dezember 2004 wurde er in den Ruhestand versetzt.
1984 wurde von Mirbach zum Ehrenritter des Johanniterordens ernannt, 2003 zum Rechtsritter geschlagen und 2022 zum Ehren-Kommendator ernannt. Er ist Beauftragter der Preußischen Genossenschaft des Johanniterordens für die Ostpreußen-Hilfe.
Von Mirbach gehört dem ehemaligen Adelsgeschlecht von Mirbach an. Sein Vater war Ulrich von Mirbach, seine Mutter Antonie Ferdinande Auguste Viktoria Gräfin zu Stolberg-Wernigerode. Seine Frau Astrid ist die jüngste Tochter des späteren Generalmajors der Bundeswehr Bern von Baer. Von Mirbach ist evangelisch-lutherisch, hat einen Sohn und wohnt in Meckenheim.